# Kyancutta
Kyancutta is een plaats in de Australische deelstaat Zuid-Australië en telt 33 inwoners (2006).